# Cantuaria kakanuiensis
Cantuaria kakanuiensis är en spindelart som beskrevs av Forster 1968. Cantuaria kakanuiensis ingår i släktet Cantuaria och familjen Idiopidae. Inga underarter finns listade.